# Дзбановский, Александр Тихонович
Александр Тихонович Дзбановский (Дзбанивский) (укр. Олександр Тихонович Дзбанівський; 1870—28 октября 1938, Киев, УССР) — украинский композитор, музыковед, музыкальный певец, педагог и общественный деятель.

## Биография
Родился в семье священника, где кроме него воспитывалось ещё 15 детей. Петь начал еще в раннем возрасте. Образование получил в Киевской духовной семинарии (класс скрипки О. Шевчика, класс теории и гармонии музыки Л. Малашкина). В семинарии проявил привязанность к различным видам искусства. Увлекся оперой. Освоил рисование, под руководством преподавателя Николая Пимоненко. После окончания семинарии преподавал пение в киевских гимназиях. Пению учился у К. Эверарди, одновременно был вольнослушателем Университета св. Владимира в Киеве, где позже сдал экзамены на учителя истории и русского языка. Следующие два года проживал в Маньковке, ухаживая за больной матерью. Продолжил учёбу в музыкально-драматическом училище Московского филармонического общества (класс теории музыки А. Ильинского и С. Кругликова).
С 1897 года — директор-распорядитель Артистического общества, преподаватель истории музыки, учитель пения в гимназиях и школах Житомира, организатор дошкольных заведений для детей. Проводил большую работу по организации концертов. Упорядочил ряд сборников песен для детей, включив в них и собственные.
С 1909 — преподаватель Санкт-Петербургского музыкального института. В это время пишет критические статьи о музыке в петербургских периодических изданиях.
В 1897—1910 работал корреспондентом «Русской музыкальной газеты» в Житомире и Санкт-Петербурге (Петрограде) (1910—1918).
В 1919—1921 годах работал в Одесской опере.
В 1921—1928 в Харькове: в Наркомпросе УССР, член-секретарь Высшего музыкального комитета Наркомпроса. Один из основателей Украинского радио в 1924 году, где был музыкальным редактором и певцом. Инспектор и секретарь правления Объединённых украинских оперных театров, член художественного совета Харькова.
В 1925 — инспектор и один из организаторов Харьковского театра оперы и балета. Являлся членом худсовета театра.
С 1928 — в Киевской опере.
Преподавал в Харьковском музыкальном техникуме и музыкально-драматическом институте. Организатор музыкального отдела Всенародной библиотеки УССР, в 1928—1938 — первый его заведующий. Продолжил начатый в 1924 году как член Музыкального общества им. Леонтовича сбор искусствоведческих произведений. Благодаря его старания музыкальный отдел библиотеки пополнился библиотекой и архивом Общества им. М. Д. Леонтовича вместе с музыкальными инструментами и рукописями М. Д. Леонтовича, Я. С. Степного, К. Г. Стеценко и других. Было получено немало материалов, связанных с музыкой от граждан, музыкальных библиотек Москвы и Ленинграда. Под руководством Дзбановского были разработаны методы библиографирования нотно-музыкальных материалов. Собрал около 125 тыс. единиц хранения, вошедших в нотные фонды. К 1934 году передал в библиотеку 1 тысячу 830 единиц собственной коллекции.
Автор ряда статей по музыковедению, истории и теории музыки, сборников «Школьное пение» (10 изданий), «Хоровое пение» (4 издания), «Сборник школьных песен» (6 изданий), «Пісні та ігри для дітей молодшого віку», «Дитячі гри та пісні», «Дитячі музичні ігри», исследования «Музична бібліотека О. К. Розумовського», более 40 хоров, романсов, обработки народных песен.
Умер 28 октября 1938 в Киеве.